# 汤岛啸鹟
汤岛啸鹟（学名：Pachycephala jacquinoti），是啸鹟科啸鹟属的一种，为汤加的特有种。该物种的保护状况被评为近危。
汤岛啸鹟的栖息地包括种植园、亚热带或热带的湿润低地林、亚热带或热带的沼泽林和亚热带或热带的湿润山地林。